# John Wentworth (Vizegouverneur)

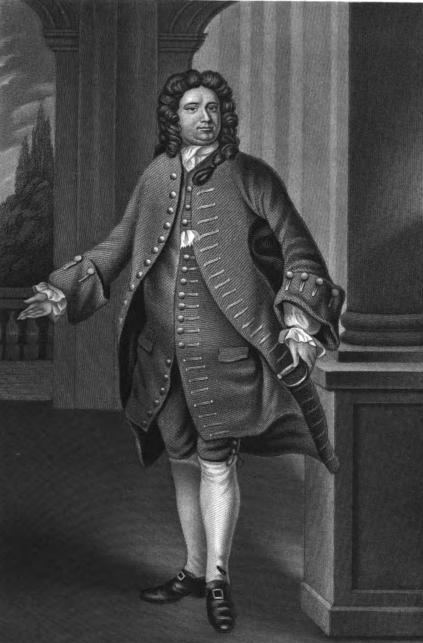
John Wentworth

John Wentworth (* 16. Januar 1671; † 12. Dezember 1730) war von 1717 bis 1730 Vizegouverneur der Kolonie New Hampshire.

## Leben
Er war ein Enkel des Ältesten William Wentworth (* 1615 in Alford, Lincolnshire, England; † 16. März 1697 in Dover in New Hampshire), eines frühen Siedlers in Neuengland. William war ein Begleiter des Pfarrers John Wheelwright. Er zog mit Wheelwright nach Wells; als Letzterer nach England zur Machtübernahme Oliver Cromwells ging, zog William nach Dover, wo er regierender Ältester war und oft predigte. Bei seinem Tod hinterließ er seine Frau, neun Söhne und eine Tochter.
1712 wurde er von Königin Anne zu einem Ratsmitglied für New Hampshire ernannt, 1713 wurde er ein Mitglied des Courts of Common Pleas und 1717 Vizegouverneur. Bis New Hampshire 1741 seinen eigenen königlichen Gouverneur erhielt, waren die dortigen Gouverneure auch für die benachbarte Provinz Massachusetts Bay verantwortlich, dort verbrachten sie den Großteil ihrer Zeit. Folglich übten die Vizegouverneure große Macht aus. Als Vizegouverneur hatte John Wentworth eine niedrige Funktion in der Verwaltung für einige Jahre. Dann, im Januar 1723, kehrte Gouverneur Samuel Shute plötzlich nach England zurück und Wentworth übernahm das Amt in New Hampshire, regierte bis zum Eintreffen von Shutes Ersatz, William Burnet, 1728. Er blieb Vizegouverneur bis zu seinem Tod 1730, er regierte erneut zwischen Burnets Tod 1729 und der Ankunft Jonathan Belchers 1730.  Während seiner Amtszeit legte er den Fokus auf den Grenzdisput zwischen New Hampshire und Massachusetts, die Kontaktpflege zu den Machtzentren in London, die schließlich im Jahr 1740, deutlich nach Wentworths Tod, zur Lösung dieses Disputs führten und die Dynastie, welche New Hampshire bis zur Unabhängigkeit beherrschte, etablierte.

## Familie
Am 12. Oktober 1693 heiratete Wentworth Sara Hunking. Das Paar hatte 13 Kinder, drei derer (Samuel, Benning und Mark Hunking Wentworth) wurden selbst bekannt. Benning Wentworth war der erste direkt ernannte königliche Gouverneur New Hampshires. Marks Sohn John war der letzte königliche Gouverneur dort.